# Gujawa

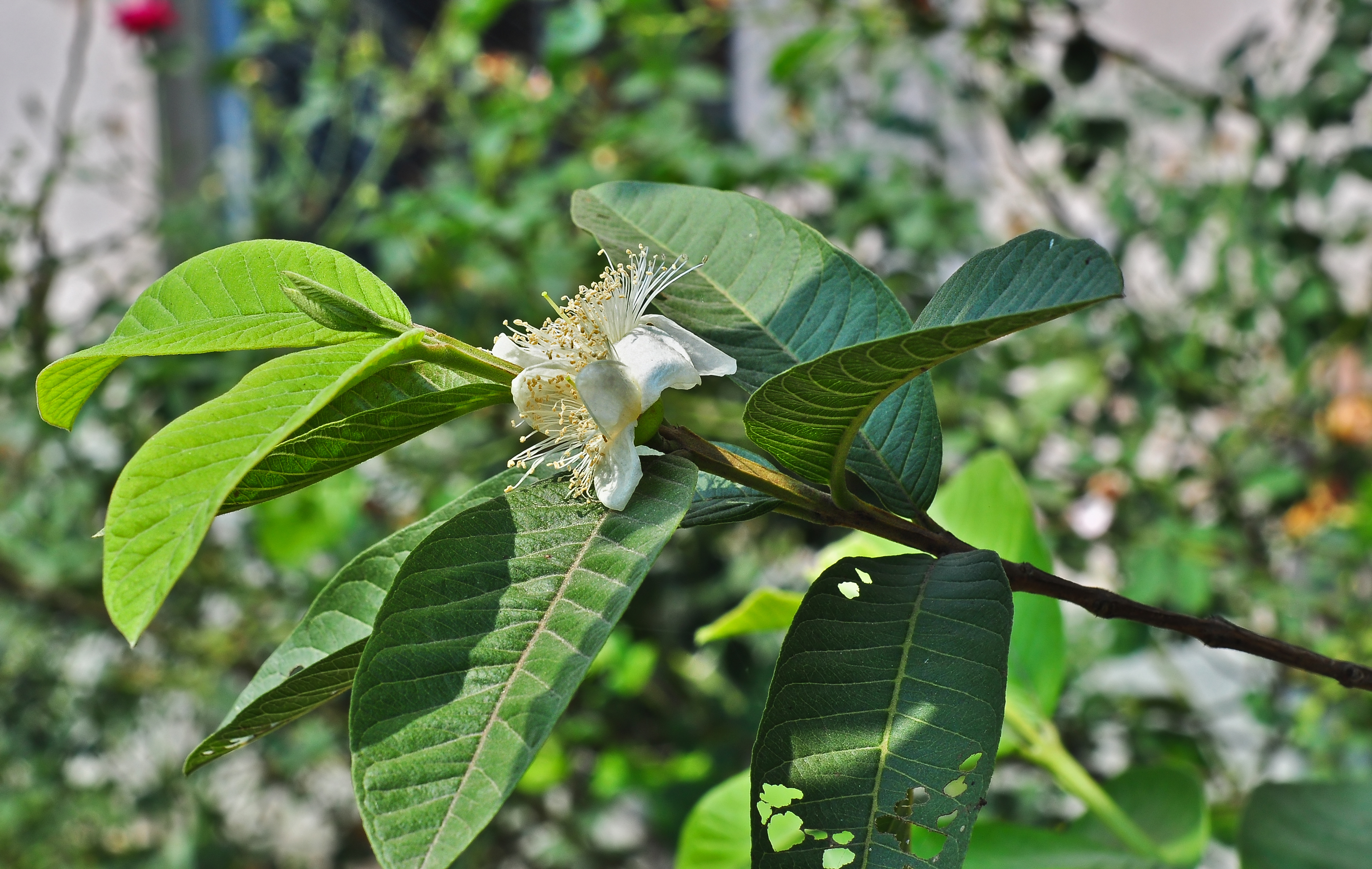
Kwitnąca gujawa pospolita

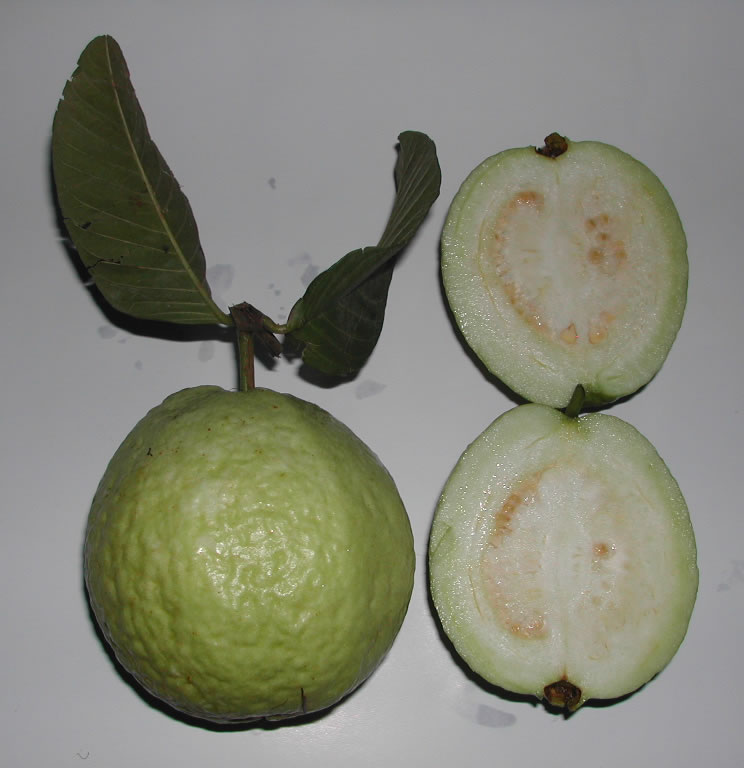
Owoc gujawy pospolitej

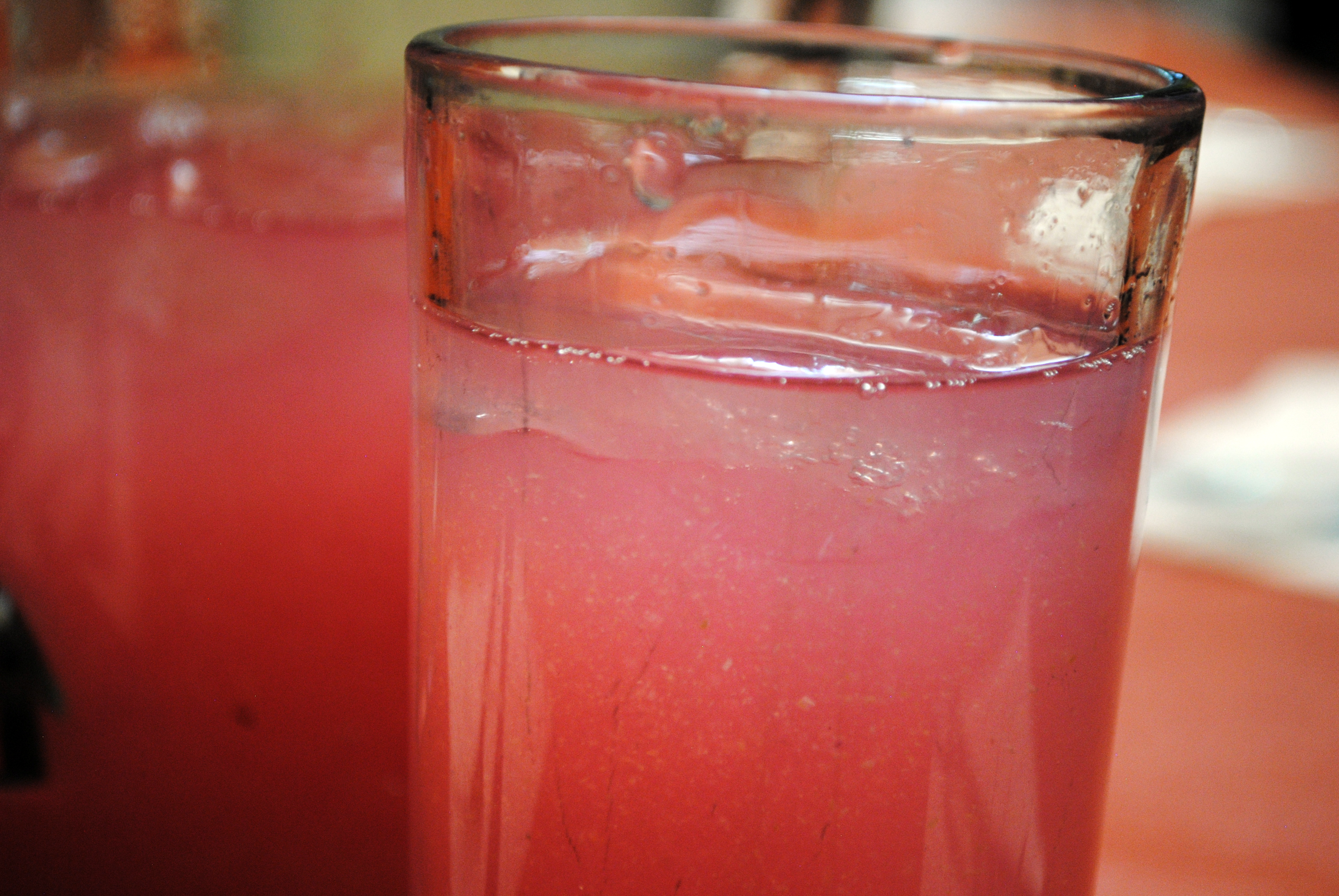
Meksykański napój z gujawy

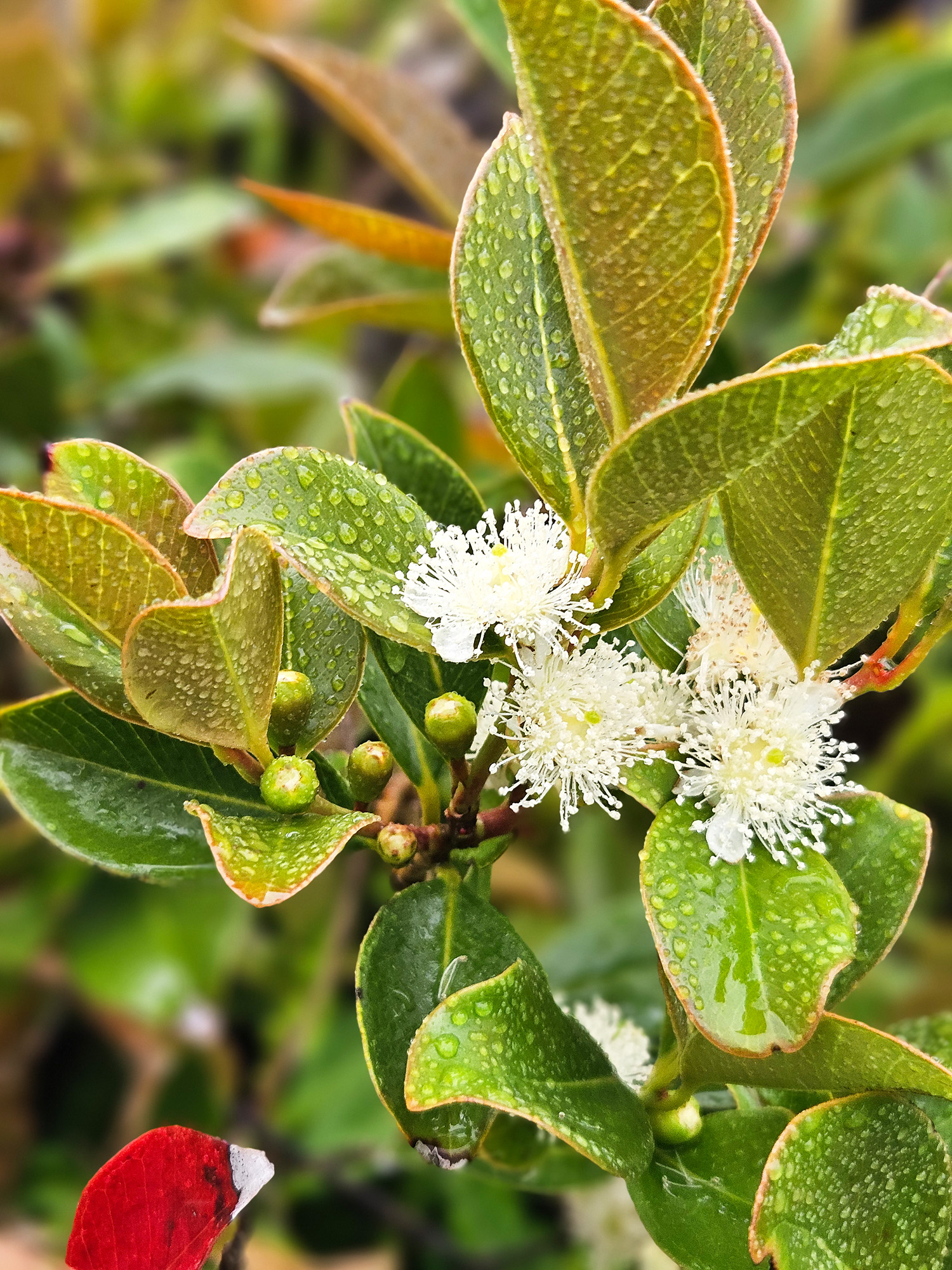
Gujawa truskawkowa

Gujawa, gruszla (Psidium L.) – rodzaj obejmujący około 100 gatunków roślin tropikalnych z rodziny mirtowatych, znany też pod nazwami guawa, gwajawa, gojawa, psydia. Rośliny te występują na Karaibach, w Ameryce Środkowej i w północnej części Ameryki Południowej.

## Morfologia
PokrójDrzewa lub krzewy o wysokości 6–10 m.
LiścieOwalne, długości 5–15 cm.
KwiatyBiałe, z pięcioma płatkami i licznymi pręcikami.
OwoceJadalne, o kształcie okrągłym lub gruszkowatym (średnica 3–10 cm), cienka i delikatna skórka, barwa – jasnozielona, żółta, czerwona lub różowa. Miąższ owocu jasny lub czerwonawy o silnym i charakterystycznym zapachu z małymi twardymi nasionami.

## Systematyka
Rodzaj należący do podrodziny Myrtoideae, rodziny mirtowatych (Myrtaceae Juss.), która wraz z siostrzaną grupą Vochysiaceae wchodzi w skład rzędu mirtowców (Myrtales). Rząd należy do kladu różowych (rosids) i w jego obrębie jest kladem siostrzanym bodziszkowców.
Pozycja w systemie Reveala (1993-1999)
Gromada okrytonasienne (Magnoliophyta Cronquist), podgromada Magnoliophytina Frohne & U. Jensen ex Reveal, klasa Rosopsida Batsch, podklasa różowe (Rosidae Takht.), nadrząd Myrtanae Takht., rząd mirtowce (Myrtales Rchb.), podrząd Myrtinae Burnett., rodzina mirtowate (Myrtaceae Juss.), rodzaj gruszla (Psidium L.).
Wykaz gatunków według The Plant List
- Psidium acranthum Urb.
- Psidium acunae Borhidi
- Psidium acutangulum Mart. ex DC.
- Psidium albescens Urb.
- Psidium amplexicaule Pers.
- Psidium apiculatum Mattos
- Psidium appendiculatum Kiaersk.
- Psidium araucanum Soares-Silva & Proença
- Psidium arboreum Vell.
- Psidium australe Cambess.
- Psidium bahianum Landrum & Funch
- Psidium balium Urb.
- Psidium brevifolium Alain
- Psidium brownianum Mart. ex DC.
- Psidium calyptranthoides Alain
- Psidium canum Mattos
- Psidium cattleianum Afzel. ex Sabine – gujawa truskawkowa, gruszla truskawkowa, katleja
- Psidium cauliflorum Landrum & Sobral
- Psidium celastroides Urb.
- Psidium claraense Urb.
- Psidium cymosum Urb.
- Psidium densicomum Mart. ex DC.
- Psidium dictyophyllum Urb. & Ekman
- Psidium donianum O.Berg
- Psidium dumetorum Proctor
- Psidium eugenii Kiaersk.
- Psidium firmum O.Berg
- Psidium friedrichsthalianum (O.Berg) Nied.
- Psidium fulvum McVaugh
- Psidium galapagaeum Hook.f.
- Psidium ganevii Landrum & Funch
- Psidium giganteum Mattos
- Psidium glaziovianum Kiaersk.
- Psidium globosum Larrañaga
- Psidium grandifolium Mart. ex DC.
- Psidium guajava L. – gujawa pospolita, gruszla jabłkowa (właściwa)
- Psidium guyanense Pers. – gujawa gwinejska, gruszla gwinejska
- Psidium haitiense Alain
- Psidium harrisianum Urb.
- Psidium hotteanum Urb. & Ekman
- Psidium huanucoense Landrum
- Psidium inaequilaterum O.Berg
- Psidium itanareense O.Berg
- Psidium jacquinianum (O.Berg) Mattos
- Psidium jakuscianum Borhidi
- Psidium kennedyanum Morong
- Psidium langsdorffii O.Berg
- Psidium laruotteanum Cambess.
- Psidium longipetiolatum D.Legrand
- Psidium lourteigiae D.Legrand
- Psidium loustalotii Britton & P.Wilson
- Psidium maribense Mart. ex DC.
- Psidium minutifolium Krug & Urb.
- Psidium misionum D.Legrand
- Psidium missionum Legr.
- Psidium montanum Sw. – gujawa górska, gruszla górska
- Psidium munizianum Borhidi
- Psidium myrsinites DC.
- Psidium myrtoides O.Berg
- Psidium nannophyllum Alain
- Psidium nummularia (C.Wright ex Griseb.) C.Wright
- Psidium nutans O.Berg
- Psidium oblongatum O.Berg
- Psidium oblongifolium O.Berg
- Psidium oligospermum Mart. ex DC.
- Psidium oncocalyx Burret
- Psidium orbifolium Urb.
- Psidium ovale (Spreng.) Burret
- Psidium parvifolium (Griseb.) Griseb.
- Psidium pedicellatum McVaugh
- Psidium pigmeum Arruda
- Psidium pulverulentum Krug & Urb.
- Psidium raimondii Burret
- Psidium ramboanum Mattos
- Psidium refractum O.Berg
- Psidium reptans (D.Legrand) Soares-Silva & Proença
- Psidium reversum Urb.
- Psidium rhombeum O.Berg
- Psidium riparium Mart. ex DC.
- Psidium robustum O.Berg
- Psidium rostratum McVaugh
- Psidium rotundatum Griseb.
- Psidium rufum Mart. ex DC.
- Psidium rutidocarpum Ruiz & Pav. ex G.Don
- Psidium salutare (Kunth) O.Berg
- Psidium sartorianum (O.Berg) Nied.
- Psidium schenckianum Kiaersk.
- Psidium scopulorum Ekman & Urb.
- Psidium sessilifolium Alain
- Psidium sintenisii (Kiaersk.) Alain
- Psidium sorocabense O.Berg
- Psidium striatulum DC.
- Psidium tenuirame Urb.
- Psidium trilobum Urb. & Ekman
- Psidium × hasslerianum Barb.Rodr.

## Wartości odżywcze
Jadalne owoce gujawy pospolitej mają bardzo wysoką zawartość witaminy C (ok. pięć razy większą, niż pomarańcze). Zmniejsza się ona o około 20%, jeśli owoc jest zakonserwowany w syropie. Miąższ i nasiona owocu są też dobrym źródłem pektyny.

## Zastosowanie
- Niektóre gatunki są uprawiane w wielu krajach tropikalnych ze względu na swoje owoce, które spożywa się na surowo lub używa do przygotowywania rozmaitych deserów, a także galaretek, soków, dżemów i słodyczy[8]. Z guawy przyrządza się także herbatę (owoce i liście).
- Liście tej rośliny mają także właściwości lecznicze (działanie przeciwbiegunkowe i przeciwbakteryjne).
- Liście i kora w medycynie ludowej są używane jako środek na dyzenterię.